# Sîdorî, Bila Țerkva
Sîdorî (în ucraineană Сидори) este o comună în raionul Bila Țerkva, regiunea Kiev, Ucraina, formată numai din satul de reședință.

## Demografie
Componența lingvistică a comunei Sîdorî
     Ucraineană (96,64%)
     Rusă (2,1%)
Conform recensământului din 2001, majoritatea populației comunei Sîdorî era vorbitoare de ucraineană (96,64%), existând în minoritate și vorbitori de rusă (2,1%) și armeană (1,05%).